# Calomyscus urartensis
Calomyscus urartensis је врста глодара из породице Calomyscidae.

## Распрострањење
Врста је присутна у Ирану и Азербејџану.

## Станиште
Станиште врсте су планине.

## Начин живота
Број младунаца које женка доноси на свет је обично 3-5. Храни се углавном семеном, а ређе лишћем и изданцима.

## Угроженост
Ова врста је наведена као последња брига, јер има широко распрострањење и честа је врста.